# Matthew Thiessen
Matthew Thiessen (St. Catharines, 12 augustus 1980) is een Canadees-Amerikaans zanger. Hij is oprichter, gitarist, pianist en songwriter van de band Relient K. Ook heeft hij een kleinschalig zijproject genaamd 'Matthew Thiessen and the Earthquakes'. Met zijn band Relient K maakte hij zes albums, waarvan er drie piekten in de top-20 van de Billboard 200. In 2009 was hij achtergrondzanger en medeschrijver van een aantal liedjes van Owl City's album Ocean Eyes, ook was hij co-producent van het album. Ocean Eyes is een grote hit in de Verenigde Staten en het nummer Fireflies met Thiessens achtergrondzang stond langere tijd nummer 1 in de Billboard Hot 100 en enkele weken op nummer 1 in de Nederlandse Top-40.

## Biografie
Thiessens ouders zijn gescheiden toen hij zes jaar oud was. Later hertrouwde zijn moeder en verhuisde naar Bolivar, in de Amerikaanse staat Ohio. Hier leerde hij zijn beste vrienden en latere bandleden, Matthew Hoopes en Brian Pittman, kennen.
Matthew Thiessen had enige tijd een relatie met Katy Hudson, alias Katy Perry. Het nummer 'Long Shot' van Kelly Clarksons album All I Ever Wanted is een nummer van Perry dat geschreven werd door haar en Thiessen. In de videoclip die Perry van dit nummer maakte is Thiessen te zien als bassist. Er zijn geruchten dat het nummer Thinking of You en Ur So Gay over Thiessen gaan. Ook zou het nummer Which to Bury, Us or the Hatchet van Relient K over deze relatie gaan.

## Stijl
Matt Thiessen gebruikt in zijn liedjes veel woordspelingen. Vb. Two Lefts Don't Make a Right...but Three Do, My Way Or The Highway, Which to Bury, Us or the Hatchet.
- Gemeinsame Normdatei: 13549169X
- International Standard Name Identifier: 0000 0001 1062 1394
- Library of Congress Control Number: no2006114513
- MusicBrainz: c4ae46bb-cfcd-45d3-986a-4617ac26b054
- Nationale Bibliotheek van Israël: 987007362507505171
- Virtual International Authority File: 51452959